# Le Bellay-en-Vexin
Le Bellay-en-Vexin és un municipi francès, situat al departament de Val-d'Oise i a la regió d'Illa de França. L'any 2007 tenia 250 habitants.
Forma part del cantó de Pontoise, del districte de Pontoise i de la Comunitat de comunes Vexin centre.

## Demografia

### Població
El 2007 la població de fet de Le Bellay-en-Vexin era de 250 persones. Hi havia 86 famílies, de les quals 8 eren unipersonals (8 dones vivint soles i 8 dones vivint soles), 29 parelles sense fills, 37 parelles amb fills i 12 famílies monoparentals amb fills.
La població ha evolucionat segons el següent gràfic:
Habitants censats

### Habitatges
El 2007 hi havia 88 habitatges, 83 eren l'habitatge principal de la família, 1 era una segona residència i 4 estaven desocupats. 84 eren cases i 4 eren apartaments. Dels 83 habitatges principals, 67 estaven ocupats pels seus propietaris, 14 estaven llogats i ocupats pels llogaters i 2 estaven cedits a títol gratuït; 1 tenia dues cambres, 8 en tenien tres, 22 en tenien quatre i 53 en tenien cinc o més. 67 habitatges disposaven pel capbaix d'una plaça de pàrquing. A 28 habitatges hi havia un automòbil i a 53 n'hi havia dos o més.

### Piràmide de població
La piràmide de població per edats i sexe el 2009 era:
| Homes | Edats   | Dones |
| ----- | ------- | ----- |
| 0     | 95 o +  | 0     |
| 0     | 90 a 94 | 0     |
| 4     | 85 a 89 | 0     |
| 0     | 80 a 84 | 0     |
| 0     | 75 a 79 | 4     |
| 4     | 70 a 74 | 0     |
| 0     | 65 a 69 | 8     |
| 0     | 60 a 64 | 0     |
| 0     | 55 a 59 | 0     |
| 8     | 50 a 54 | 4     |
| 0     | 45 a 49 | 4     |
| 20    | 40 a 44 | 8     |
| 12    | 35 a 39 | 24    |
| 16    | 30 a 34 | 12    |
| 0     | 25 a 29 | 4     |
| 0     | 20 a 24 | 4     |
| 8     | 15 a 19 | 8     |
| 4     | 10 a 14 | 16    |
| 20    | 5 a 9   | 12    |
| 12    | 0 a 4   | 12    |

## Economia
El 2007 la població en edat de treballar era de 177 persones, 141 eren actives i 36 eren inactives. De les 141 persones actives 134 estaven ocupades (66 homes i 68 dones) i 7 estaven aturades (3 homes i 4 dones). De les 36 persones inactives 16 estaven jubilades, 15 estaven estudiant i 5 estaven classificades com a «altres inactius».

### Ingressos
El 2009 a Le Bellay-en-Vexin hi havia 78 unitats fiscals que integraven 242 persones, la mediana anual d'ingressos fiscals per persona era de 21.889 €.

### Activitats econòmiques
Dels 4 establiments que hi havia el 2007, 1 era d'una empresa de fabricació de material elèctric, 1 d'una empresa de comerç i reparació d'automòbils, 1 d'una empresa d'hostatgeria i restauració i 1 d'una empresa de serveis.
L'únic servei als particulars que hi havia el 2009 era un restaurant.
L'any 2000 a Le Bellay-en-Vexin hi havia 4 explotacions agrícoles que ocupaven un total de 472 hectàrees.

## Equipaments sanitaris i escolars
El 2009 hi havia una escola elemental.

## Poblacions més properes
El següent diagrama mostra les poblacions més properes.